# Édouard Ngirente
Édouard Ngirente (Gakenke, 22 febbraio 1973) è un economista e politico ruandese, è Primo ministro ruandese dal 2017.